# Искра (предузеће)
Искра је словеначко предузеће за електромеханичку, телекомуникацијску, електронику и аутоматику.

## Историја
Искра се развила из СПРАД-а и једине фабрике у Крању, бивше подружнице Luftfahrtgerätewerk Berlin.
1946. Мирјан Груден је Стројне товарне Крањ преименовао у Искра (на словеначком: Спарк).
Годину дана након оснивања, развијени су први прекидач, затим прву ФМ антена, кондензатор, а затим и једну од кључних прекретница у Искрином успеху – оснивање дизајнерског одељења. Године 1962. ово је било прво одељење индустријског дизајна у Југославији.
Основан је Биро за железничку аутоматику БАЖ.
70-их година се развија у највеће југословенско предузеће за електромеханичку, телекомуникацијску, електронику и аутоматизацију, која се изнова и изнова доказује изузетним индустријским дизајном у телефонији, мерним инструментима и машинама. Почетком 1990-их, Искрин лого је био на свим електричним уређајима, а асортиман производа је проширен мерним инструментима, краткоталасним морнаричким радио пријемницима, машинама за бушење, филмским пројекторима итд.
Након распада Југославије, Искра је приватизована у Словенији. Пословање компаније у Словенији било је подељено на много засебних предузећа.

## Данас
Искра је више од 75 година највећи центар знања у региону. Искра послује у областима:
- Енергетски сектор
- Електротехничке компоненте
- Ефикасне инсталације
- Саобраћај
- Телекомуникације
- Безбедност, снабдевање и управљање објектима